# Loy millenae
Loy  millenae (Martynov, 1994) è un mollusco nudibranchio della famiglia Corambidae.